# Pachyiulus humicola
Pachyiulus humicola — один з видів багатоніжок з роду Pachyiulus, який є італійським ендеміком.